# Liste von Terroranschlägen im Vereinigten Königreich
Die Liste von Terroranschlägen im Vereinigten Königreich listet im Vereinigten Königreich Großbritannien und Nordirland geschehene Terroranschläge auf.

## Erläuterung
In der Spalte Politische Ausrichtung ist die politische bzw. weltanschauliche Einordnung der Täter angegeben: faschistisch, rassistisch, nationalistisch, nationalsozialistisch, sozialistisch, kommunistisch, antiimperialistisch, islamistisch (schiitisch, sunnitisch, deobandisch, salafistisch, wahhabitisch), hinduistisch. Bei vorrangig auf staatliche Unabhängigkeit oder Autonomie zielender Ausrichtung ist autonomistisch vorangestellt, gefolgt von der Region oder der Volksgruppe und ggf. weiteren Merkmalen der Täter: armenisch, irisch (katholisch), kurdisch, tirolisch, tschetschenisch, dagestanisch, punjabisch (sikhistisch), palästinensisch.
Die Opferzahlen der Anschläge werden farbig dargestellt:

Die Zahl bei den Anschlägen getöteter/verletzter Täter ist in Klammern ( ) gesetzt.

## Vor 1970
| Datum/Beginn      | Ort         | Artikel, Belege                | Täter | Politische Ausrichtung                 | Mittel      | Ziel                  | Tote | Verletzte | Hintergrund        |
| ----------------- | ----------- | ------------------------------ | ----- | -------------------------------------- | ----------- | --------------------- | ---- | --------- | ------------------ |
| 13. Dezember 1867 | Clerkenwell | Bombenanschlag von Clerkenwell | IRB   | irisch-republikanisch, nationalistisch | Sprengsatz  | Clerkenwell-Gefängnis | 12   | 120       | Nordirlandkonflikt |
| 30. Oktober 1883  | London      |                                |       |                                        | Sprengsätze | 2 U-Bahn-Stationen    | 0    | 70        | Nordirlandkonflikt |

## 1970
| Datum/Beginn  | Ort     | Artikel, Belege                  | Täter             | Politische Ausrichtung                               | Mittel       | Ziel | Tote | Verletzte | Hintergrund        |
| ------------- | ------- | -------------------------------- | ----------------- | ---------------------------------------------------- | ------------ | ---- | ---- | --------- | ------------------ |
| 27. Juni 1970 | Belfast | Straßenschlacht von St Matthew’s | PIRA / Loyalisten | autonomistisch, irisch-republikanisch / loyalistisch | Schusswaffen |      | 6    | 26        | Nordirlandkonflikt |
| 16. Juli 1970 | Belfast |                                  | PIRA              | autonomistisch, irisch-republikanisch                | Sprengsatz   |      | 0    | 30        | Nordirlandkonflikt |

## 1971
| Datum/Beginn      | Ort     | Artikel, Belege | Täter | Politische Ausrichtung            | Mittel     | Ziel                            | Tote | Verletzte | Hintergrund        |
| ----------------- | ------- | --------------- | ----- | --------------------------------- | ---------- | ------------------------------- | ---- | --------- | ------------------ |
| 25. Mai 1971      | Belfast | [ 4 ]           | PIRA  | autonomistisch, irisch-katholisch | Zeitbombe  | Polizeistation                  | 1    | 27        | Nordirlandkonflikt |
| 04. Dezember 1971 | Belfast | [ 5 ]           | UVF   | protestantisch-unionistisch       | Sprengsatz | Katholische Zivilisten in Lokal | 15   | 17        | Nordirlandkonflikt |
| 11. Dezember 1971 | Belfast | [ 6 ]           | IRA   | autonomistisch, irisch-katholisch | Sprengsatz | Einrichtungsfirma               | 4    | 19        | Nordirlandkonflikt |

## 1972
| Datum/Beginn     | Betroffenes Land | Anschlag | Täter | Politische Ausrichtung            | Mittel      | Ziel                                                    | Tote | Verletzte | Hintergrund        |
| ---------------- | ---------------- | -------- | ----- | --------------------------------- | ----------- | ------------------------------------------------------- | ---- | --------- | ------------------ |
| 01. Februar 1972 | Belfast          | [ 7 ]    | IRA   | autonomistisch, irisch-katholisch | Sprengstoff | Militär                                                 | 7    | 17        | Nordirlandkonflikt |
| 22. Februar 1972 | Aldershot        | [ 8 ]    | IRA   | autonomistisch, irisch-katholisch | Sprengstoff | Militärkaserne, Zivilisten                              | 7    | 19        | Nordirlandkonflikt |
| 04. März 1972    | Belfast          | [ 9 ]    | IRA   | autonomistisch, irisch-katholisch | Sprengsatz  | Restaurant                                              | 2    | 130       | Nordirlandkonflikt |
| 06. März 1972    | Belfast          | [ 10 ]   |       |                                   | Autobombe   | Stadtzentrum                                            | 0    | 56        | Nordirlandkonflikt |
| 20. März 1972    | Belfast          | [ 11 ]   | IRA   | autonomistisch, irisch-katholisch | Autobombe   | Polizisten, Zivilisten und Soldaten vor Zeitungsgebäude | 7    | 148       | Nordirlandkonflikt |

## 1973
| Datum/Beginn      | Ort    | Artikel, Belege | Täter | Politische Ausrichtung            | Mittel      | Ziel                                   | Tote | Verletzte | Hintergrund        |
| ----------------- | ------ | --------------- | ----- | --------------------------------- | ----------- | -------------------------------------- | ---- | --------- | ------------------ |
| 08. März 1973     | London | [ 12 ]          | PIRA  | autonomistisch, irisch-katholisch | Autobomben  | Old Bailey, Landwirtschaftsministerium | 1    | 238       | Nordirlandkonflikt |
| 18. Dezember 1973 | London | [ 13 ]          | IRA   | autonomistisch, irisch-katholisch | Sprengstoff | Regierungsgebäude                      | 0    | 34        | Nordirlandkonflikt |

## 1974
| Datum/Beginn      | Ort        | Artikel, Belege                | Täter    | Politische Ausrichtung            | Mittel        | Ziel                        | Tote | Verletzte | Hintergrund        |
| ----------------- | ---------- | ------------------------------ | -------- | --------------------------------- | ------------- | --------------------------- | ---- | --------- | ------------------ |
| 04. Februar 1974  | Batley     | Bus-Anschlag auf der M62       | PIRA     | autonomistisch, irisch-katholisch | Sprengsatz    | Militärbus                  | 12   | 38        | Nordirlandkonflikt |
| 17. Juni 1974     | London     | [ 15 ]                         | PIRA     | autonomistisch, irisch-katholisch | Sprengstoff   | Palace of Westminster       | 0    | 11        | Nordirlandkonflikt |
| 17. Juli 1974     | London     | [ 16 ]                         | PIRA     | autonomistisch, irisch-katholisch | Sprengstoff   | Tower of London             | 1    | 41        | Nordirlandkonflikt |
| 05. Oktober 1974  | Guildford  | Bombenanschläge von Guildford  | PIRA     | autonomistisch, irisch-katholisch | 2 Sprengsätze | Lokale                      | 21   | 182       | Nordirlandkonflikt |
| 07. November 1974 | London     | [ 18 ]                         | Red Flag |                                   | Sprengstoff   | Lokal                       | 1    | 19        | Nordirlandkonflikt |
| 21. November 1974 | Birmingham | Bombenanschläge von Birmingham | PIRA     | autonomistisch, irisch-katholisch | 3 Sprengsätze | 2 lokale, Bürogebäude, Bank | 21   | 182       | Nordirlandkonflikt |
| 18. Dezember 1974 | Bristol    | [ 21 ]                         | IRA      | autonomistisch, irisch-katholisch | Sprengstoff   | Innenstadt                  | 0    | 20        | Nordirlandkonflikt |

## 1975
| Datum/Beginn       | Ort       | Artikel, Belege | Täter | Politische Ausrichtung            | Mittel                      | Ziel           | Tote | Verletzte | Hintergrund        |
| ------------------ | --------- | --------------- | ----- | --------------------------------- | --------------------------- | -------------- | ---- | --------- | ------------------ |
| 12. August 1975    | Belfast   |                 | PIRA  | autonomistisch, irisch-katholisch | Schusswaffe(n), Sprengstoff | Bar            | 5    | 50+       | Nordirlandkonflikt |
| 27. August 1975    | Tandridge | [ 22 ]          | PIRA  | autonomistisch, irisch-katholisch | Sprengstoff                 | Lokal          | 0    | 33        | Nordirlandkonflikt |
| 05. September 1975 | London    | [ 23 ]          | PIRA  | autonomistisch, irisch-katholisch | Sprengstoff                 | Hotel          | 2    | 63        | Nordirlandkonflikt |
| 09. Oktober 1975   | London    | [ 24 ]          | IRA   | autonomistisch, irisch-katholisch | Zeitbombe                   | Bushaltestelle | 1    | 20        | Nordirlandkonflikt |
| 29. Oktober 1975   | London    | [ 25 ]          | IRA   | autonomistisch, irisch-katholisch | Sprengstoff                 | Restaurant     | 0    | 18        | Nordirlandkonflikt |

## 1976
| Datum/Beginn | Ort        | Artikel, Belege | Täter | Politische Ausrichtung                            | Mittel      | Ziel           | Tote | Verletzte | Hintergrund        |
| ------------ | ---------- | --------------- | ----- | ------------------------------------------------- | ----------- | -------------- | ---- | --------- | ------------------ |
| Februar 1976 | Manchester | [ 26 ]          | IRA   | autonomistisch, irisch-republikanisch, katholisch | Sprengstoff | Textilgeschäft | 0    | 19        | Nordirlandkonflikt |

## 1977
| Datum/Beginn     | Ort    | Artikel, Belege | Täter | Politische Ausrichtung                            | Mittel        | Ziel  | Tote | Verletzte | Hintergrund        |
| ---------------- | ------ | --------------- | ----- | ------------------------------------------------- | ------------- | ----- | ---- | --------- | ------------------ |
| 14. Oktober 1977 | London | [ 27 ]          | IRA   | autonomistisch, irisch-republikanisch, katholisch | Brandstiftung | Lokal | 0    | 14        | Nordirlandkonflikt |

## 1978
| Datum/Beginn      | Ort         | Artikel, Belege | Täter | Politische Ausrichtung                            | Mittel                      | Ziel                        | Tote | Verletzte | Hintergrund                           |
| ----------------- | ----------- | --------------- | ----- | ------------------------------------------------- | --------------------------- | --------------------------- | ---- | --------- | ------------------------------------- |
| 17. Februar 1978  | County Down | [ 28 ]          | PIRA  | autonomistisch, irisch-katholisch                 | Brandwaffe                  | Restaurant                  | 12   | 30        | Nordirlandkonflikt                    |
| 20. August 1978   | London      | [ 29 ]          | PFLP  | autonomistisch-palästinensisch                    | Automatische Schusswaffe(n) | El-Al-Crewmitglieder in Bus | 2    | 9         | Israelisch-Palästinensischer Konflikt |
| 23. Oktober 1978  | Crossmaglen | [ 30 ]          | IRA   | autonomistisch, irisch-republikanisch, katholisch | Sprengstoff                 | Militärpatrouille           | 0    | 13        | Nordirlandkonflikt                    |
| 17. Dezember 1978 | Bristol     | [ 31 ]          | IRA   | autonomistisch, irisch-republikanisch, katholisch | Sprengstoff                 | Einkaufszentrum             | 0    | 11        | Nordirlandkonflikt                    |

## 1979
| Datum/Beginn       | Ort         | Artikel, Belege               | Täter | Politische Ausrichtung                            | Mittel                      | Ziel                    | Tote | Verletzte | Hintergrund        |
| ------------------ | ----------- | ----------------------------- | ----- | ------------------------------------------------- | --------------------------- | ----------------------- | ---- | --------- | ------------------ |
| 17. April 1979     | Bessbrook   | [ 32 ]                        | IRA   | autonomistisch, irisch-republikanisch, katholisch | Sprengstoff                 | Fahrzeug                | 4    | 13        | Nordirlandkonflikt |
| 27. August 1979    | Warrenpoint | Anschlag von Warrenpoint 1979 | PIRA  | autonomistisch, irisch-katholisch                 | 2 Sprengsätze, Schusswaffen | Britischer Armee-Konvoi | 19   | 7         | Nordirlandkonflikt |
| 25. September 1979 | Lisburn     | [ 34 ]                        | IRA   | autonomistisch, irisch-republikanisch, katholisch | Sprengstoff                 | Einkaufszentrum         | 0    | 12        | Nordirlandkonflikt |
| 26. November 1979  | Lurgan      | [ 35 ]                        | IRA   | autonomistisch, irisch-republikanisch, katholisch | Sprengstoff                 | Kanzlei                 | 0    | 23        | Nordirlandkonflikt |

## 1980
| Datum/Beginn     | Ort         | Artikel, Belege | Täter | Politische Ausrichtung                            | Mittel    | Ziel              | Tote | Verletzte | Hintergrund        |
| ---------------- | ----------- | --------------- | ----- | ------------------------------------------------- | --------- | ----------------- | ---- | --------- | ------------------ |
| 19. April 1980   | Newry       | [ 36 ]          | IRA   | autonomistisch, irisch-republikanisch, katholisch | Mörser    | Sicherheitskräfte | 0    | 20        | Nordirlandkonflikt |
| 23. Oktober 1980 | Enniskillen | [ 37 ]          | IRA   | autonomistisch, irisch-republikanisch, katholisch | Autobombe | Einkaufszentrum   | 0    | 17        | Nordirlandkonflikt |

## 1981
| Datum/Beginn     | Ort       | Artikel, Belege | Täter | Politische Ausrichtung                            | Mittel    | Ziel          | Tote | Verletzte | Hintergrund        |
| ---------------- | --------- | --------------- | ----- | ------------------------------------------------- | --------- | ------------- | ---- | --------- | ------------------ |
| 26. Januar 1981  | Portadown | [ 38 ]          | IRA   | autonomistisch, irisch-republikanisch, katholisch | Autobombe | Möbelgeschäft | 0    | 12        | Nordirlandkonflikt |
| 09. Oktober 1981 | London    | [ 39 ]          | IRA   | autonomistisch, irisch-republikanisch, katholisch | Autobombe | Kaserne       | 2    | 37        | Nordirlandkonflikt |

## 1982
| Datum/Beginn      | Ort         | Artikel, Belege                               | Täter | Politische Ausrichtung                                                                 | Mittel      | Ziel            | Tote | Verletzte | Hintergrund        |
| ----------------- | ----------- | --------------------------------------------- | ----- | -------------------------------------------------------------------------------------- | ----------- | --------------- | ---- | --------- | ------------------ |
| 15. März 1982     | Banbridge   | [ 40 ]                                        | IRA   | autonomistisch, irisch-republikanisch, katholisch                                      | Autobombe   | Einkaufszentrum | 1    | 12        | Nordirlandkonflikt |
| 20. Juli 1982     | London      | Bombenanschlag im Hyde Park und Regent’s Park | PIRA  | autonomistisch, irisch-katholisch                                                      | Sprengstoff | Parks           | 11   | 50        | Nordirlandkonflikt |
| 06. Dezember 1982 | Londonderry | [ 43 ]                                        | INLA  | autonomistisch, irisch-republikanisch, links-nationalistisch, marxistisch-leninistisch | Sprengstoff | Diskothek       | 16   | 66        | Nordirlandkonflikt |

## 1983
| Datum/Beginn      | Ort     | Artikel, Belege            | Täter | Politische Ausrichtung                            | Mittel                 | Ziel           | Tote | Verletzte | Hintergrund        |
| ----------------- | ------- | -------------------------- | ----- | ------------------------------------------------- | ---------------------- | -------------- | ---- | --------- | ------------------ |
| 24. Mai 1983      | Belfast | [ 44 ]                     | IRA   | autonomistisch, irisch-republikanisch, katholisch | Sprengstoff, Autobombe | Polizeistation | 0    | 15        | Nordirlandkonflikt |
| 01. November 1983 | Belfast | [ 45 ]                     | IRA   | autonomistisch, irisch-republikanisch, katholisch | Sprengstoff            | Fachhochschule | 2    | 33        | Nordirlandkonflikt |
| 17. Dezember 1983 | London  | Bombenanschlag auf Harrods | PIRA  | autonomistisch, irisch-katholisch                 | Autobombe              | Kaufhaus       | 6    | 90        | Nordirlandkonflikt |

## 1984
| Datum/Beginn       | Ort         | Artikel, Belege                                | Täter              | Politische Ausrichtung                            | Mittel              | Ziel                                                | Tote | Verletzte | Hintergrund        |
| ------------------ | ----------- | ---------------------------------------------- | ------------------ | ------------------------------------------------- | ------------------- | --------------------------------------------------- | ---- | --------- | ------------------ |
| 10. März 1984      | London      | [ 47 ]                                         | Gaddafi-Loyalisten |                                                   | Sprengstoff         | Lokal                                               | 0    | 23        |                    |
| 17. April 1984     | London      | [ 48 ]                                         |                    |                                                   | Maschinenpistole(n) | Libysche Demonstranten, Polizisten                  | 1    | 11        |                    |
| 20. April 1984     | London      | [ 49 ]                                         |                    |                                                   | Sprengsatz          | Flughafen London Heathrow                           | 0    | 22        |                    |
| 18. Mai 1984       | Enniskillen | [ 50 ]                                         | IRA                | autonomistisch, irisch-republikanisch, katholisch | Autobombe           | Britische Soldaten                                  | 2    | 11        | Nordirlandkonflikt |
| 04. September 1984 | Newry       | [ 51 ]                                         | IRA                | autonomistisch, irisch-republikanisch, katholisch | Autobombe           | Bahnhof                                             | 0    | 71        | Nordirlandkonflikt |
| 12. Oktober 1984   | Brighton    | Bombenanschlag auf das Grand Hotel in Brighton | PIRA               | autonomistisch, irisch-republikanisch             | Sprengsatz          | Hotel, Margaret Thatcher und das britische Kabinett | 5    | 31        | Nordirlandkonflikt |

## 1985
| Datum/Beginn       | Ort         | Artikel, Belege | Täter | Politische Ausrichtung                            | Mittel      | Ziel                    | Tote | Verletzte | Hintergrund        |
| ------------------ | ----------- | --------------- | ----- | ------------------------------------------------- | ----------- | ----------------------- | ---- | --------- | ------------------ |
| 28. Februar 1985   | Newry       | [ 52 ]          | IRA   | autonomistisch, irisch-republikanisch, katholisch | Mörser      | Polizeistützpunkt       | 9    | 30        | Nordirlandkonflikt |
| 04. April 1985     | Newry       | [ 53 ]          | IRA   | autonomistisch, irisch-republikanisch, katholisch | Sprengstoff | Gericht                 | 2    | 9         | Nordirlandkonflikt |
| 14. Juni 1985      | Belfast     | [ 54 ]          | IRA   | autonomistisch, irisch-republikanisch, katholisch | Autobombe   | Stadtzentrum            | 0    | 24        | Nordirlandkonflikt |
| 03. September 1985 | Enniskillen | [ 55 ]          | IRA   | autonomistisch, irisch-republikanisch, katholisch | Mörser      | Polizeitrainingszentrum | 0    | 30        | Nordirlandkonflikt |
| 18. Oktober 1985   | Derry       | [ 56 ]          | IRA   | autonomistisch, irisch-republikanisch, katholisch | Autobombe   | Einkaufszentrum         | 0    | 30        | Nordirlandkonflikt |

## 1986
| Datum/Beginn      | Ort    | Artikel, Belege | Täter | Politische Ausrichtung                            | Mittel      | Ziel                | Tote | Verletzte | Hintergrund        |
| ----------------- | ------ | --------------- | ----- | ------------------------------------------------- | ----------- | ------------------- | ---- | --------- | ------------------ |
| 19. August 1986   | London | [ 57 ]          |       |                                                   | Sprengstoff | Iranisches Geschäft | 1    | 12        |                    |
| 30. November 1986 | Newry  | [ 58 ]          | IRA   | autonomistisch, irisch-republikanisch, katholisch | Mörser      | Polizeistation      | 0    | 39        | Nordirlandkonflikt |

## 1987
| Datum/Beginn      | Ort         | Artikel, Belege | Täter | Politische Ausrichtung                            | Mittel    | Ziel  | Tote | Verletzte | Hintergrund        |
| ----------------- | ----------- | --------------- | ----- | ------------------------------------------------- | --------- | ----- | ---- | --------- | ------------------ |
| 07. November 1987 | Enniskillen | [ 59 ]          | IRA   | autonomistisch, irisch-republikanisch, katholisch | Autobombe | Feier | 12   | 63        | Nordirlandkonflikt |

## 1988
| Datum/Beginn       | Ort              | Artikel, Belege                    | Täter                       | Politische Ausrichtung                            | Mittel                      | Ziel                      | Tote | Verletzte | Hintergrund        |
| ------------------ | ---------------- | ---------------------------------- | --------------------------- | ------------------------------------------------- | --------------------------- | ------------------------- | ---- | --------- | ------------------ |
| 16. März 1988      | Belfast          | Michael Stone (Extremist)#Milltown | Michael Stone (UDA)         | protestantisch-unionistisch                       | Schusswaffen, Handgranaten  | Beerdigung                | 3    | 68        | Nordirlandkonflikt |
| 15. Mai 1988       | Belfast          | [ 61 ]                             | Protestantische Extremisten | protestantisch-unionistisch                       | Automatische Schusswaffe(n) | Bar                       | 3    | 9         | Nordirlandkonflikt |
| 19. Mai 1988       | Belfast          | [ 62 ]                             | IRA                         | autonomistisch, irisch-republikanisch, katholisch | Sprengstoff                 | Landwirtschaftsmesse      | 0    | 12        | Nordirlandkonflikt |
| 28. Mai 1988       | Cookstown        | [ 63 ]                             | IRA                         | autonomistisch, irisch-republikanisch, katholisch | Mörser                      | Militärstützpunkt         | 0    | 13        | Nordirlandkonflikt |
| 15. Juni 1988      | Lisburn          | [ 64 ]                             | PIRA                        | autonomistisch, irisch-katholisch                 | Autobombe                   | Militärfahrzeug           | 6    | 11        | Nordirlandkonflikt |
| 02. August 1988    | London           | [ 65 ]                             | IRA                         | autonomistisch, irisch-republikanisch, katholisch | Sprengstoff                 | Kaserne                   | 1    | 14        | Nordirlandkonflikt |
| 03. August 1988    | Lisburn          | [ 66 ]                             | IRA                         | autonomistisch, irisch-republikanisch, katholisch | Sprengstoff                 | Einkaufszentrum           | 1    | 18        | Nordirlandkonflikt |
| 20. August 1988    | nahe Ballygawley | Bus-Anschlag bei Ballygawley 1988  | PIRA                        | autonomistisch, irisch-katholisch                 | Sprengsatz                  | Britische Soldaten in Bus | 8    | 28        | Nordirlandkonflikt |
| 07. September 1988 | Coagh            | [ 68 ]                             | IRA                         | autonomistisch, irisch-republikanisch, katholisch | Sprengstoff                 | Polizeistation            | 0    | 12        | Nordirlandkonflikt |
| 12. September 1988 | Belfast          | [ 69 ]                             | IRA                         | autonomistisch, irisch-republikanisch, katholisch | Autobombe                   | Stadthalle                | 0    | 12        | Nordirlandkonflikt |
| 21. Dezember 1988  | Lockerbie        | Lockerbie-Anschlag                 |                             |                                                   | Sprengstoff                 | Flugzeug                  | 270  | 0         |                    |

## 1989
| Datum/Beginn       | Ort         | Artikel, Belege | Täter | Politische Ausrichtung                            | Mittel      | Ziel           | Tote | Verletzte | Hintergrund        |
| ------------------ | ----------- | --------------- | ----- | ------------------------------------------------- | ----------- | -------------- | ---- | --------- | ------------------ |
| 12. April 1989     | Warrenpoint | [ 71 ]          | IRA   | autonomistisch, irisch-republikanisch, katholisch | Autobombe   | Polizeistation | 1    | 34        | Nordirlandkonflikt |
| 22. September 1989 | Deal        | [ 72 ]          | IRA   | autonomistisch, irisch-republikanisch, katholisch | Sprengstoff | Kaserne        | 11   | 30        | Nordirlandkonflikt |
| 07. Dezember 1989  | Lisburn     | [ 73 ]          | IRA   | autonomistisch, irisch-republikanisch, katholisch | Autobombe   | Marktplatz     | 0    | 21        | Nordirlandkonflikt |

## 1990
| Datum/Beginn     | Ort    | Artikel, Belege | Täter | Politische Ausrichtung                            | Mittel      | Ziel                 | Tote | Verletzte | Hintergrund        |
| ---------------- | ------ | --------------- | ----- | ------------------------------------------------- | ----------- | -------------------- | ---- | --------- | ------------------ |
| 10. Juni 1990    | London | [ 74 ]          | IRA   | autonomistisch, irisch-republikanisch, katholisch | Sprengstoff | Militärhauptquartier | 0    | 17        | Nordirlandkonflikt |
| 24. Oktober 1990 | Newry  | [ 75 ]          | IRA   | autonomistisch, irisch-republikanisch, katholisch | Autobombe   | Kontrollpunkt        | 1    | 10        | Nordirlandkonflikt |
| 24. Oktober 1990 | Derry  | [ 76 ]          | IRA   | autonomistisch, irisch-republikanisch, katholisch | Autobombe   | Kontrollpunkt        | 5    | 16        | Nordirlandkonflikt |

## 1991
| Datum/Beginn      | Ort       | Artikel, Belege | Täter | Politische Ausrichtung                            | Mittel      | Ziel              | Tote | Verletzte | Hintergrund        |
| ----------------- | --------- | --------------- | ----- | ------------------------------------------------- | ----------- | ----------------- | ---- | --------- | ------------------ |
| 18. Februar 1991  | London    | [ 77 ] [ 78 ]   | PIRA  | autonomistisch, irisch-katholisch                 | Sprengsätze | Bahnhöfe          | 1    | 40        | Nordirlandkonflikt |
| 31. Mai 1991      | Armagh    | [ 79 ]          | IRA   | autonomistisch, irisch-republikanisch, katholisch | Sprengstoff | Militärstützpunkt | 3    | 18        | Nordirlandkonflikt |
| 04. Dezember 1991 | Belfast   | [ 80 ]          | IRA   | autonomistisch, irisch-republikanisch, katholisch | Autobombe   | Hotel             | 0    | 23        | Nordirlandkonflikt |
| 12. Dezember 1991 | Craigavon | [ 81 ]          |       |                                                   | Autobombe   | Polizeistation    | 0    | 70        | Nordirlandkonflikt |

## 1992
| Datum/Beginn       | Ort         | Artikel, Belege | Täter          | Politische Ausrichtung                            | Mittel      | Ziel                  | Tote | Verletzte | Hintergrund        |
| ------------------ | ----------- | --------------- | -------------- | ------------------------------------------------- | ----------- | --------------------- | ---- | --------- | ------------------ |
| 04. Januar 1992    | Belfast     | [ 82 ]          | vermutlich IRA | autonomistisch, irisch-republikanisch, katholisch | Autobombe   | Geschäft              | 0    | 12        | Nordirlandkonflikt |
| 05. Januar 1992    | Belfast     | [ 83 ]          | IRA            | autonomistisch, irisch-republikanisch, katholisch | Autobombe   | Bürohochhaus          | 0    | 12        | Nordirlandkonflikt |
| 17. Januar 1992    | Cookstown   | [ 84 ]          | IRA            | autonomistisch, irisch-republikanisch, katholisch | Sprengstoff | Arbeiter in Fahrzeug  | 8    | 7         | Nordirlandkonflikt |
| 28. Februar 1992   | London      | [ 85 ]          | IRA            | autonomistisch, irisch-republikanisch, katholisch | Sprengstoff | Bahnhof London Bridge | 0    | 21        | Nordirlandkonflikt |
| 10. April 1992     | London      | [ 86 ]          | PIRA           | autonomistisch, irisch-katholisch                 | Autobombe   | Bürogebäude           | 3    | 91        | Nordirlandkonflikt |
| 03. August 1992    | Belfast     | [ 87 ]          | IRA            | autonomistisch, irisch-republikanisch, katholisch | Sprengstoff | Einsatzkräfte         | 0    | 21        | Nordirlandkonflikt |
| 23. September 1992 | Belfast     | [ 88 ]          | IRA            | autonomistisch, irisch-republikanisch, katholisch | Sprengstoff | Polizeiliches Labor   | 0    | 23        | Nordirlandkonflikt |
| 30. Oktober 1992   | Glengormley | [ 89 ]          | IRA            | autonomistisch, irisch-republikanisch, katholisch | Sprengstoff | Polizeistation        | 0    | 13        | Nordirlandkonflikt |
| 01. Dezember 1992  | Belfast     | [ 90 ]          | vermutlich IRA | autonomistisch, irisch-republikanisch, katholisch | Autobombe   | Bürogebäude           | 0    | 27        | Nordirlandkonflikt |
| 03. Dezember 1992  | Manchester  | [ 91 ]          |                |                                                   | Sprengstoff | Einkaufszentrum       | 0    | 58        | Nordirlandkonflikt |
| 10. Dezember 1992  | London      | [ 92 ]          | IRA            | autonomistisch, irisch-republikanisch, katholisch | Sprengstoff | Einkaufszentrum       | 0    | 11        | Nordirlandkonflikt |

## 1993
| Datum/Beginn     | Ort        | Artikel, Belege | Täter | Politische Ausrichtung            | Mittel        | Ziel                      | Tote   | Verletzte | Hintergrund        |
| ---------------- | ---------- | --------------- | ----- | --------------------------------- | ------------- | ------------------------- | ------ | --------- | ------------------ |
| 20. März 1993    | Warrington | [ 93 ]          | PIRA  | autonomistisch, irisch-katholisch | 2 Sprengsätze | Zivilisten                | 2      | 56        | Nordirlandkonflikt |
| 24. April 1993   | London     | [ 95 ]          | PIRA  | autonomistisch, irisch-katholisch | 3 Autobomben  | Finanzbezirk              | 1      | 44        | Nordirlandkonflikt |
| 23. Oktober 1993 | Belfast    | [ 96 ]          | PIRA  | autonomistisch, irisch-katholisch | Sprengsatz    | Fischgeschäft, Zivilisten | 9 (+1) | 57 (+1)   | Nordirlandkonflikt |

## 1994
| Datum/Beginn  | Ort    | Artikel, Belege | Täter     | Politische Ausrichtung                            | Mittel                | Ziel                  | Tote | Verletzte | Hintergrund                           |
| ------------- | ------ | --------------- | --------- | ------------------------------------------------- | --------------------- | --------------------- | ---- | --------- | ------------------------------------- |
| 26. Juli 1994 | London | [ 97 ]          | Hisbollah | panislamisch, antizionistisch, antisemitisch      | Autobombe, Sprengsatz | Israelische Botschaft | 0    | 26        | Israelisch-Palästinensischer Konflikt |
| 29. Juli 1994 | Newry  | [ 98 ]          | IRA       | autonomistisch, irisch-republikanisch, katholisch | Mörser                | Polizeistation        | 0    | 28        | Nordirlandkonflikt                    |

## 1996
| Datum/Beginn     | Ort         | Artikel, Belege                   | Täter           | Politische Ausrichtung                                        | Mittel       | Ziel         | Tote | Verletzte | Hintergrund        |
| ---------------- | ----------- | --------------------------------- | --------------- | ------------------------------------------------------------- | ------------ | ------------ | ---- | --------- | ------------------ |
| 09. Februar 1996 | London      | [ 99 ]                            | PIRA            | autonomistisch, irisch-katholisch                             | Autobombe    | Canary Wharf | 2    | 200       | Nordirlandkonflikt |
| 15. Juni 1996    | Manchester  | Bombenanschlag in Manchester 1996 | PIRA            | autonomistisch, irisch-katholisch                             | Autobombe    | Stadtzentrum | 0    | 212       | Nordirlandkonflikt |
| 14. Juli 1996    | Enniskillen | [ 101 ]                           | vermutlich CIRA | autonomistisch, irisch-republikanisch, irisch-nationalistisch | Autobombe    | Hotel        | 0    | 17        | Nordirlandkonflikt |
| 07. Oktober 1996 | Lisburn     | [ 102 ] [ 103 ]                   | IRA             | autonomistisch, irisch-republikanisch, katholisch             | 2 Autobomben | Kaserne(n)   | 2    | 60        | Nordirlandkonflikt |

## 1998
| Datum/Beginn     | Ort       | Artikel, Belege               | Täter          | Politische Ausrichtung                            | Mittel     | Ziel            | Tote | Verletzte | Hintergrund        |
| ---------------- | --------- | ----------------------------- | -------------- | ------------------------------------------------- | ---------- | --------------- | ---- | --------- | ------------------ |
| 20. Februar 1998 | Moira     | [ 104 ]                       | vermutlich IRA | autonomistisch, irisch-republikanisch, katholisch | Autobombe  | Polizeistation  | 0    | 11        | Nordirlandkonflikt |
| 01. August 1998  | Banbridge | [ 105 ]                       | Real IRA       | autonomistisch, irisch-katholisch                 | Autobombe  | Einkaufszentrum | 0    | 12        | Nordirlandkonflikt |
| 15. August 1998  | Omagh     | Bombenanschlag von Omagh 1998 | Real IRA       | autonomistisch, irisch-katholisch                 | Sprengsatz | Markt           | 29   | 300+      | Nordirlandkonflikt |

## 1999
| Datum/Beginn   | Ort    | Artikel, Belege | Täter          | Politische Ausrichtung                       | Mittel     | Ziel                | Tote | Verletzte | Hintergrund |
| -------------- | ------ | --------------- | -------------- | -------------------------------------------- | ---------- | ------------------- | ---- | --------- | ----------- |
| 17. April 1999 | London | David Copeland  | David Copeland | nationalsozialistisch, rassistisch           | Nagelbombe | Schwarze Zivilisten | 0    | 45        |             |
| 24. April 1999 | London | David Copeland  | David Copeland | nationalsozialistisch, rassistisch           | Nagelbombe | Zivilisten          | 0    | 13        |             |
| 30. April 1999 | London | David Copeland  | David Copeland | nationalsozialistisch, rassistisch, homophob | Nagelbombe | Lokal               | 3    | 79        |             |

## 2005
| Datum/Beginn       | Ort     | Artikel, Belege                           | Täter             | Politische Ausrichtung                                          | Mittel                                  | Ziel                           | Tote    | Verletzte | Hintergrund        |
| ------------------ | ------- | ----------------------------------------- | ----------------- | --------------------------------------------------------------- | --------------------------------------- | ------------------------------ | ------- | --------- | ------------------ |
| 07. Juli 2005      | London  | Terroranschläge am 7. Juli 2005 in London | al-Qaida          | islamistisch                                                    | 4 Selbstmordattentäter                  | 3 U-Bahn-Züge, Doppeldeckerbus | 52 (+4) | 784       |                    |
| 11. September 2005 | Belfast | [ 114 ]                                   | Orange Volunteers | loyalistisch, protestantisch-fundamentalistisch, antikatholisch | Pflastersteine, Granaten, Brandstiftung | Polizisten                     | 0       | 50        | Nordirlandkonflikt |

## 2013
| Datum/Beginn    | Ort     | Artikel, Belege | Täter                       | Politische Ausrichtung      | Mittel          | Ziel                                                           | Tote | Verletzte | Hintergrund        |
| --------------- | ------- | --------------- | --------------------------- | --------------------------- | --------------- | -------------------------------------------------------------- | ---- | --------- | ------------------ |
| 09. August 2013 | Belfast | [ 115 ]         | Protestantische Extremisten | protestantisch-unionistisch | Steine, Schwert | Bereitschaftspolizisten bei Pro-Irisch-Republikanischer Parade | 0    | 56        | Nordirlandkonflikt |

## 2017
| Datum/Beginn       | Ort        | Artikel, Belege                                         | Täter                                        | Politische Ausrichtung              | Mittel               | Ziel                   | Tote    | Verletzte | Hintergrund |
| ------------------ | ---------- | ------------------------------------------------------- | -------------------------------------------- | ----------------------------------- | -------------------- | ---------------------- | ------- | --------- | ----------- |
| 22. März 2017      | London     | Terroranschlag in London am 22. März 2017               | Khalid Masood                                | islamistisch                        | Fahrzeug, Messer     | Zivilisten, Polizisten | 5 (+1)  | 50        |             |
| 22. Mai 2017       | Manchester | Terroranschlag in Manchester am 22. Mai 2017            | Salman Abedi (IS)                            | salafistisch, wahhabitisch          | Selbstmordattentäter | Konzert, Zivilisten    | 22 (+1) | 800+      |             |
| 03. Juni 2017      | London     | Terroranschlag in London am 3. Juni 2017                | Khuram Butt, Rachid Redouane, Youssef Zaghba | islamistisch                        | Kleinlaster, Messer  | Markt, Zivilisten      | 8 (+3)  | 48        |             |
| 19. Juni 2017      | London     | Anschlag in London am 19. Juni 2017                     | Darren Osborne                               | islamfeindlich, rechtsextremistisch | Fahrzeug             | Muslimische Zivilisten | 1       | 12        |             |
| 15. September 2017 | London     | Anschlag in einer Londoner U-Bahn am 15. September 2017 | Ahmed Hassan (IS)                            | salafistisch, wahhabitisch          | Sprengsatz           | U-Bahn-Zug, Zivilisten | 0       | 69        |             |

## 2018
| Datum/Beginn       | Ort        | Artikel, Belege         | Täter                   | Politische Ausrichtung                | Mittel                        | Ziel                     | Tote | Verletzte | Hintergrund        |
| ------------------ | ---------- | ----------------------- | ----------------------- | ------------------------------------- | ----------------------------- | ------------------------ | ---- | --------- | ------------------ |
| 23. Januar 2018    | Belfast    | [ 122 ]                 |                         |                                       | Brandbombe                    | Wohngebäude              | 0    | 1         |                    |
| 28. Januar 2018    | Belfast    | [ 123 ]                 |                         |                                       | Schusswaffen                  | Zivilist                 | 0    | 1         |                    |
| 28. Januar 2018    | Belfast    | [ 124 ]                 |                         |                                       | Schusswaffen                  | Zivilist                 | 0    | 1         |                    |
| 30. Januar 2018    | Belfast    | [ 125 ]                 |                         |                                       | Schusswaffen                  | Zivilist                 | 0    | 1         |                    |
| 13. Februar 2018   | Belfast    | [ 126 ] [ 127 ]         | Arm na Poblachta        | irisch-republikanisch                 | Schrotflinte                  | Zivilist                 | 1    | 0         | Nordirlandkonflikt |
| 13. Mai 2018       | Derry      | [ 128 ]                 | vermutlich Loyalisten   | loyalistisch                          | Vorschlaghammer               | Zivilisten               | 0    | 3         | Nordirlandkonflikt |
| 09. Juli 2018      | Derry      | [ 129 ]                 | Katholische Extremisten |                                       | Brandbomben, Steine, Flaschen | Polizisten, Zivilisten   | 0    | 3         |                    |
| 14. August 2018    | London     | [ 130 ]                 | Salih Khater            |                                       | Kleinwagen                    | Zivilisten               | 0    | 3         |                    |
| 12. September 2018 | Derry      | [ 131 ]                 |                         |                                       | Schusswaffen                  | Zivilist                 | 0    | 1         |                    |
| 07. Oktober 2018   | Belfast    | [ 132 ]                 |                         |                                       | Schusswaffen                  | Sinn-Féin-Büro, Zivilist | 0    | 1         |                    |
| 04. Dezember 2018  | Belfast    | [ 133 ]                 | INLA                    | autonomistisch, irisch-republikanisch | Pistole                       | Zivilist                 | 1    | 0         | Nordirlandkonflikt |
| 31. Dezember 2018  | Manchester | [ 134 ] [ 135 ] [ 136 ] | Islamist                | islamistisch                          | Messer                        | Bahnhof, Polizist        | 0    | 3         |                    |

## 2019
| Datum/Beginn      | Ort    | Artikel, Belege | Täter                 | Politische Ausrichtung                | Mittel                        | Ziel                     | Tote   | Verletzte | Hintergrund        |
| ----------------- | ------ | --------------- | --------------------- | ------------------------------------- | ----------------------------- | ------------------------ | ------ | --------- | ------------------ |
| 18. April 2019    | Derry  | [ 137 ]         | New IRA               | autonomistisch, irisch-republikanisch | Brandbomben, Schusswaffe      | Polizisten, Journalistin | 1      | 3+        | Nordirlandkonflikt |
| 29. November 2019 | London | [ 138 ] [ 139 ] | Usman Khan (Islamist) | islamistisch                          | Messer, Fake-Sprengstoffweste | Zivilisten               | 2 (+1) | 3         |                    |

## 2020
| Datum/Beginn     | Ort     | Artikel, Belege                                   | Täter                          | Politische Ausrichtung     | Mittel | Ziel             | Tote   | Verletzte | Hintergrund |
| ---------------- | ------- | ------------------------------------------------- | ------------------------------ | -------------------------- | ------ | ---------------- | ------ | --------- | ----------- |
| 02. Februar 2020 | London  | [ 140 ]                                           | Sudesh Mamoor Faraz Amman (IS) | salafistisch, wahhabitisch | Messer | Zivilisten       | 0 (+1) | 3         |             |
| 20. Juni 2020    | Reading | Messerattacke in Forbury Gardens am 20. Juni 2020 |                                | islamistisch               | Messer | Park, Zivilisten | 3      | 3         |             |

## 2021
| Datum/Beginn      | Ort    | Artikel, Belege | Täter | Politische Ausrichtung | Mittel                             | Ziel                    | Tote   | Verletzte | Hintergrund |
| ----------------- | ------ | --------------- | ----- | ---------------------- | ---------------------------------- | ----------------------- | ------ | --------- | ----------- |
| 14. November 2021 | London | [ 142 ]         |       |                        | Sprengstoff (Selbstmordattentäter) | Krankenhaus, Zivilisten | 0 (+1) | 1         |             |